# Caravansérail de Sélim
Pour les articles homonymes, voir Selim (homonymie).

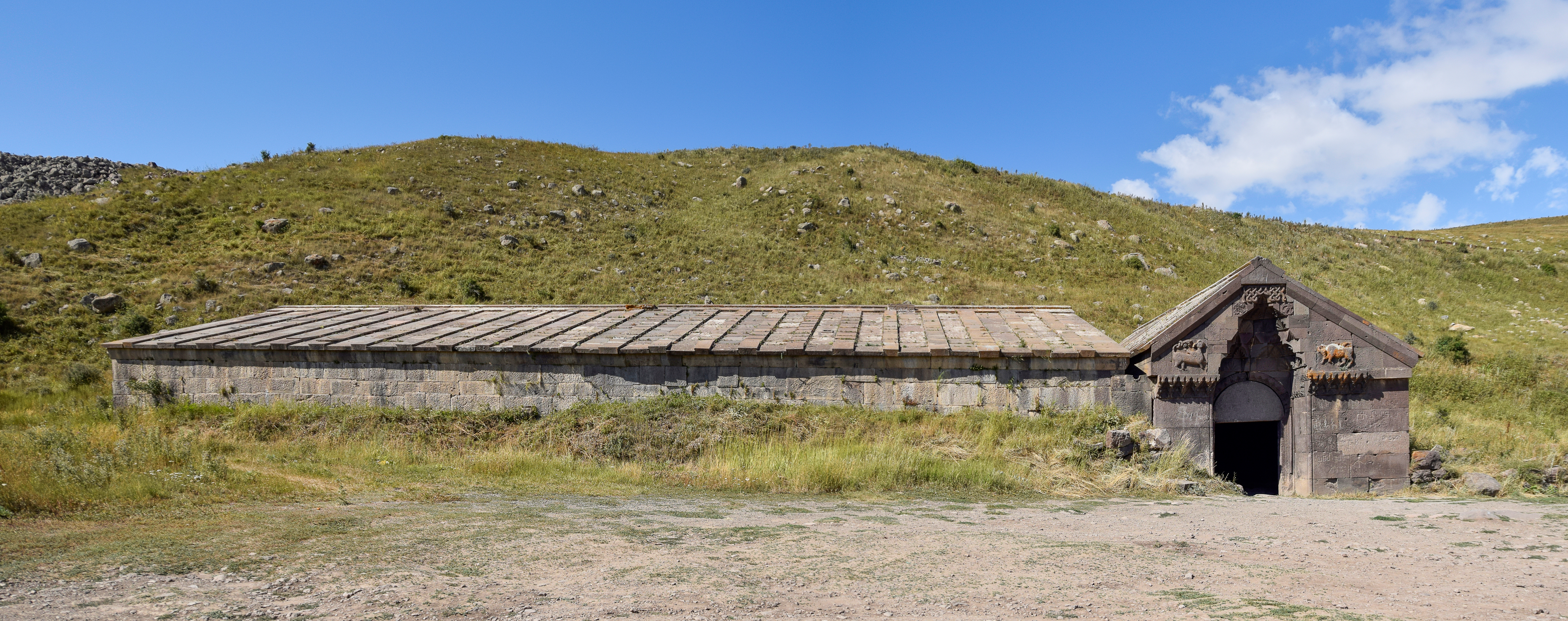
Caravansérail de Sélim.

Le caravansérail de Sélim ou de Soulèma est un caravansérail datant de 1332 situé dans le marz de Vayots Dzor en Arménie. Ce caravansérail est le mieux préservé d'Arménie.

## Situation géographique
Le caravansérail est situé à une trentaine de kilomètres au nord d'Eghegnazor, directement au sud du col de Sélim ou de Soulèma (2 410 m) dans les monts Vardenis, sur une ancienne route commerciale, aujourd'hui la M10, reliant Eghegnazor à Martouni, au Sud du lac Sevan, à la limite des anciens cantons de Vayots Dzor et de Gegharkunik de la province historique de Siounie. Le nom de Sélim (ou Soulèma) lui vient de celui de la rivière éponyme, à quelques kilomètres plus au sud.

## Histoire
D'après une inscription en arménien sur ses murs, le caravansérail est construit en 1332 par le prince Chesar Orbélian, sous le règne du khan Abou Said, comme en témoignent deux inscriptions sur place, en arménien et en persan. Sa position isolée lui vaut d'être le caravansérail le mieux préservé d'Arménie, après deux restaurations en 1956-1958 et en 1961.

## Bâtiment
Ce bâtiment en basalte alliant architecture arménienne et architecture islamique ne possède qu'une entrée (ce qui en facilitait la défense), un « sas extérieur » d'inspiration musulmane surmonté d'une niche et orné de stalactites ainsi qu'à gauche d'une chimère et à droite d'un bœuf.
La pièce principale est une trinef d'orientation ouest-est divisée par huit paires de piliers carrés reliés par des arcs. Les nefs latérales plus petites étaient réservées aux voyageurs et la nef centrale à leurs animaux. Elles sont toutes trois dotées de voûtes en berceau sur arcs-doubleaux, dont la centrale est percée de trois lucarnes ornées de stalactites, apportant lumière et aération ; le tout est recouvert d'un toit en bâtière à faible pente.

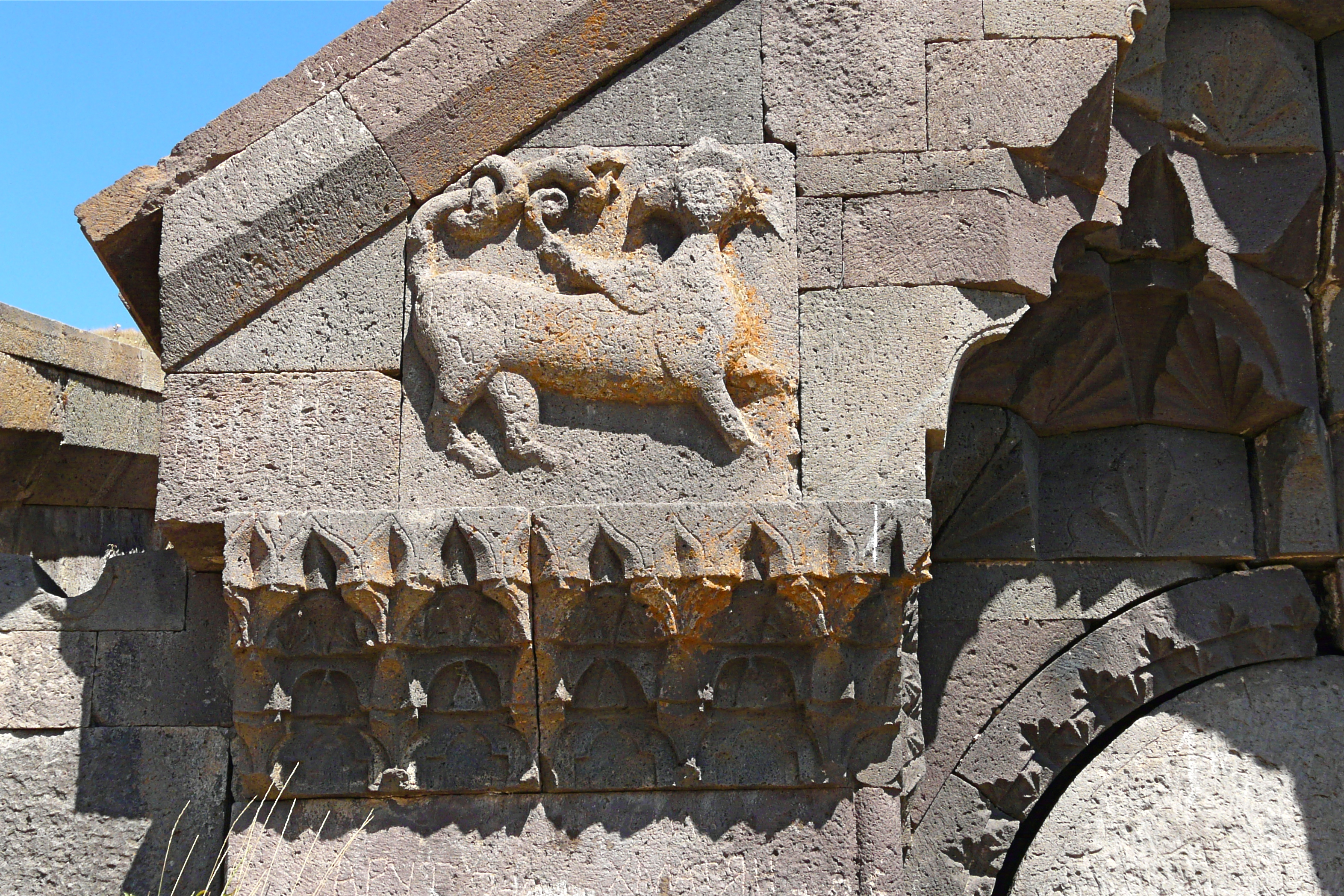
La chimère de l'entrée.
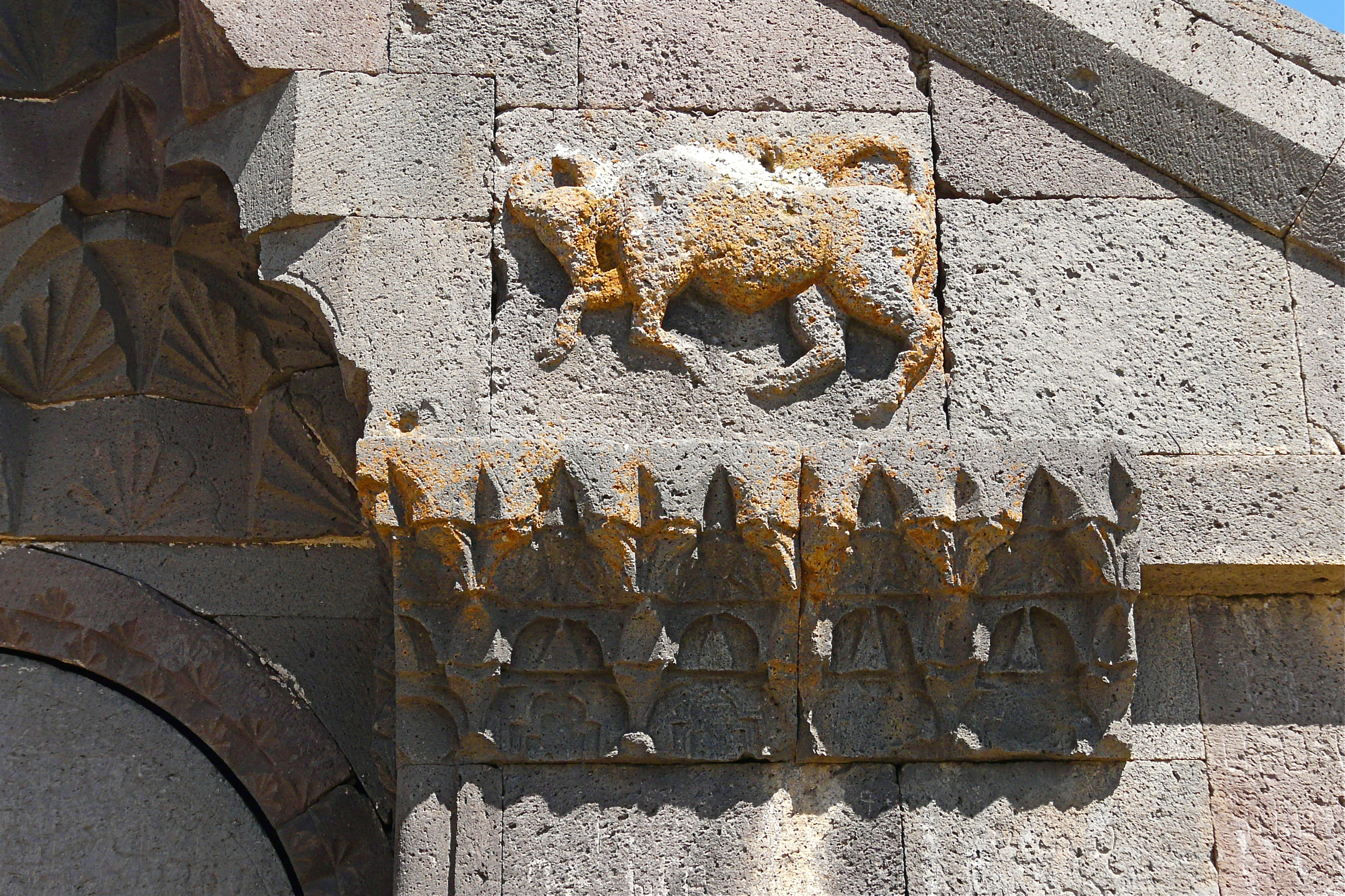
Le bœuf de l'entrée.
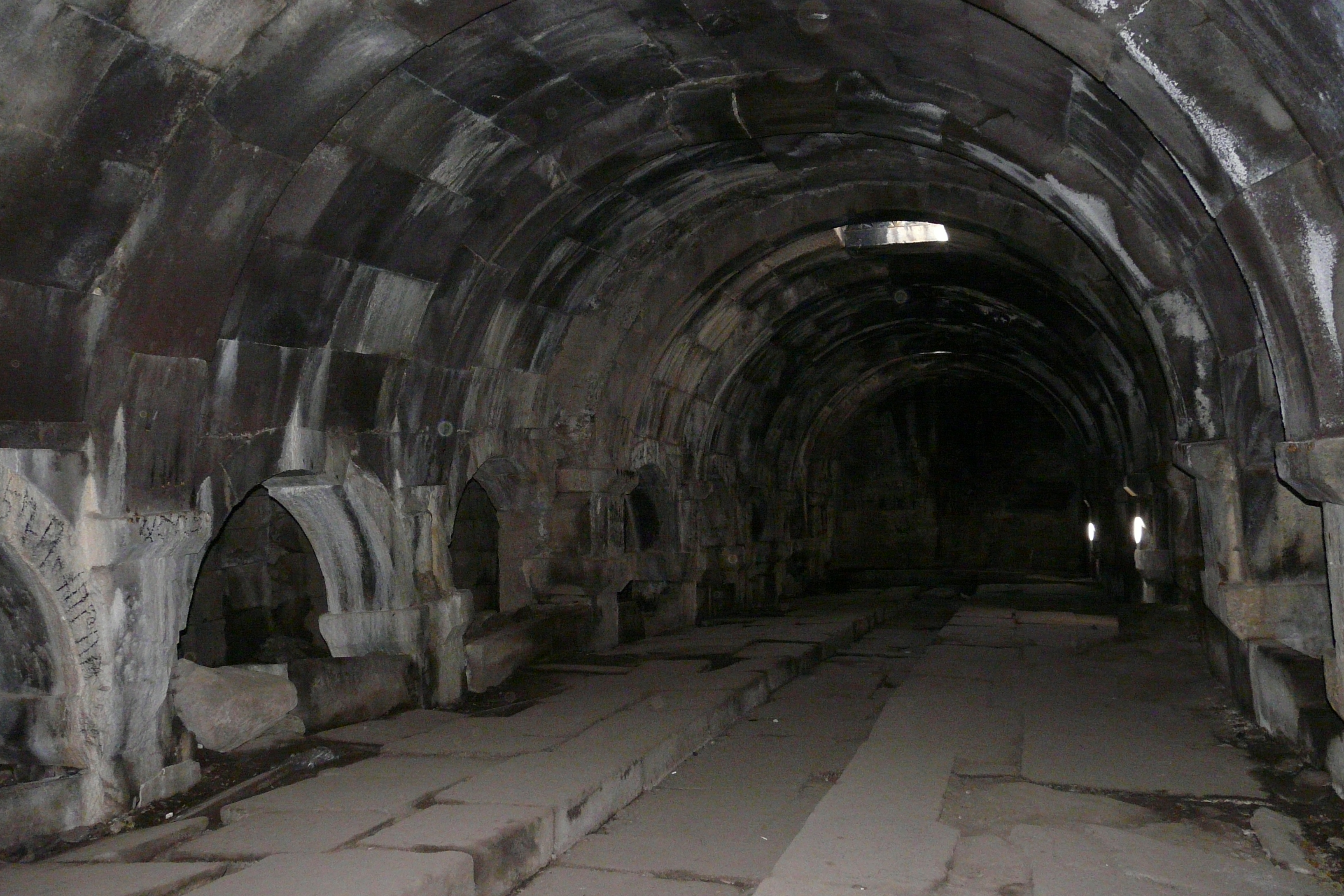
Intérieur du caravansérail.
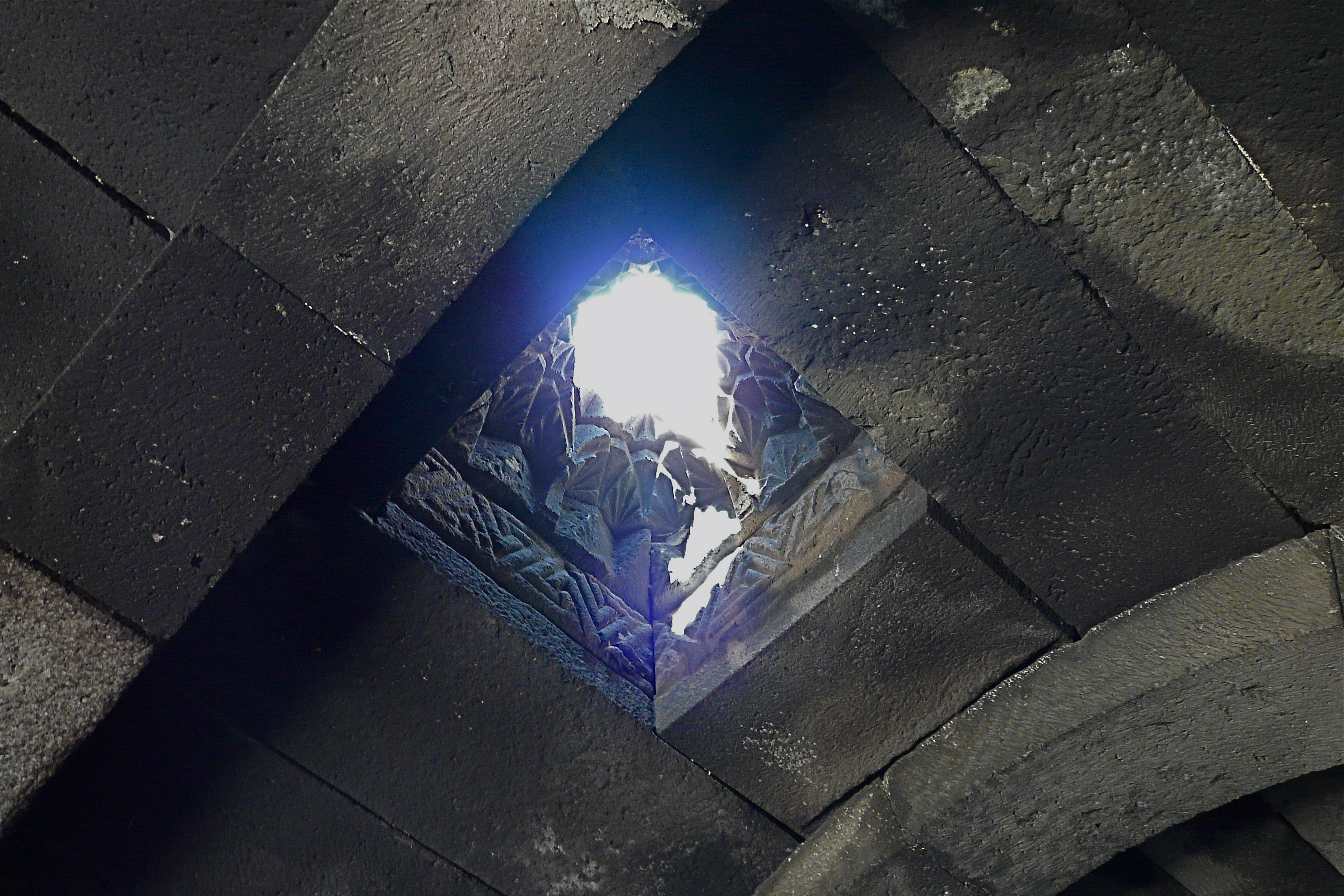
Lucarne de la nef médiane.